# Claude Heuillard
 (mai 2025).
Si vous disposez d'ouvrages ou d'articles de référence ou si vous connaissez des sites web de qualité traitant du thème abordé ici, merci de compléter l'article en donnant les références utiles à sa vérifiabilité et en les liant à la section « Notes et références ».
Claude Heuillard, né le 1er septembre 1927 à Neuf-Marché et mort le 21 juin 1987 à Bois-Guillaume, est un homme politique français.

## Mandats
- 1958 - 1962 : député de la dixième circonscription de la Seine-Maritime